# Hideo Fujimoto
Hideo Fujimoto (japonès: 藤本英男)  (prefectura de Tokushima, 24 de juny de 1944) és un lluitador japonès, ja retirat, especialista en lluita grecoromana, que va competir durant les dècades de 1960 i 1970.
El 1968 va prendre part en els Jocs Olímpics d'Estiu de Ciutat de Mèxic, on guanyà la medalla de plata en la competició del pes ploma del programa de lluita grecoromana. Quatre anys més tard, als Jocs de Munic, fou quart en la mateixa competició.
En el seu palmarès també destaquen tres medalles al Campionat del món de lluita, una d'or i dues de bronze, entre les edicions de 1967 i 1971.